# Husarenknöpfe
Die Husarenknöpfe (Sanvitalia) sind eine Gattung in der Familie der Korbblütler (Asteraceae). Die Gattung umfasst sieben Pflanzenarten, die alle ihr hauptsächliches ursprüngliches Verbreitungsgebiet in Mexiko und dem Südwesten der USA haben.

## Beschreibung

### Vegetative Merkmale
Sanvitalia-Arten sind einjährige und ausdauernde krautige Pflanzen; auch die ausdauernden Arten sind jedoch in der Regel sehr kurzlebig. Die Stängel sind verzweigt und wachsen für gewöhnlich niederliegend.
Die gegenständig am Stängel angeordneten Laubblätter sind sitzend oder gestielt. Die einfachen Blattspreite sind eiförmig. Die Blattränder sind ganzrandig, manchmal auch gelappt.

### Generative Merkmale
Einzeln auf einem Blütenkorbschaft stehen die körbchenförmigen Blütenstände. Die Hülle ist halbkugel- oder breit glockenförmig. Die Hüllblätter stehen ein- bis dreireihig, sind nahezu gleich geformt und können trocken oder zumindest an der Spitze krautig sein, gelegentlich sind auch nur die äußersten laubblattartig. Der Korbboden ist kegelförmig. Die Spreublätter sind in Längsrichtung in der Mitte gefaltet, durchscheinend, die Scheibenblüten tragend oder umschließend. Die Zungenblüten stehen ein- bis zweireihig, sind ausdauernd, stempeltragend und fertil, ihnen fehlt eine ausgeprägte Kronröhre, die Zunge ist gelb gefärbt. Die Röhrenblüten sind zwittrig, meist violett, regelmäßig und röhrenförmig geformt, der Blütensaum ist leicht verbreitert und mit fünf Zähnen versehen. Die Basis der Staubbeutel ist pfeilförmig, an der Spitze ist ein Anhang ausgebildet. Die Griffelzweige sind gespalten oder an den Spitzen mit kurzen Anhängen versehen.
Die Achänen der Zungenblüten sind kahl, relativ dick, dreieckig und ihre drei Kanten gehen in drei Grannen über. Die Achänen der Röhrenblüten sind meist zweigestaltig: Die äußeren sind dreieckig, gelegentlich auch viereckig, die inneren sind zusammengedrückt und häufig auch geflügelt, die Flügel gehen oftmals in kurze Grannen über.

## Systematik und Verbreitung
Die Gattung Sanvitalia wurde 1792 durch Jean-Baptiste de Lamarck in Journal d'Histoire Naturelle, 2, S. 176, Tafel 33 aufgestellt. Der Gattungsname Sanvitalia ehrt den italienischen Adligen Stefano Sanvitale (1764–1838).
Die etwa sieben Arten der Gattung sind hauptsächlich von den südwestlichen Bundesstaaten der USA bis Mexiko verbreitet, nur eine Art – der Husarenknopf (Sanvitalia procumbens) – kommt auch bis Guatemala und Costa Rica vor.

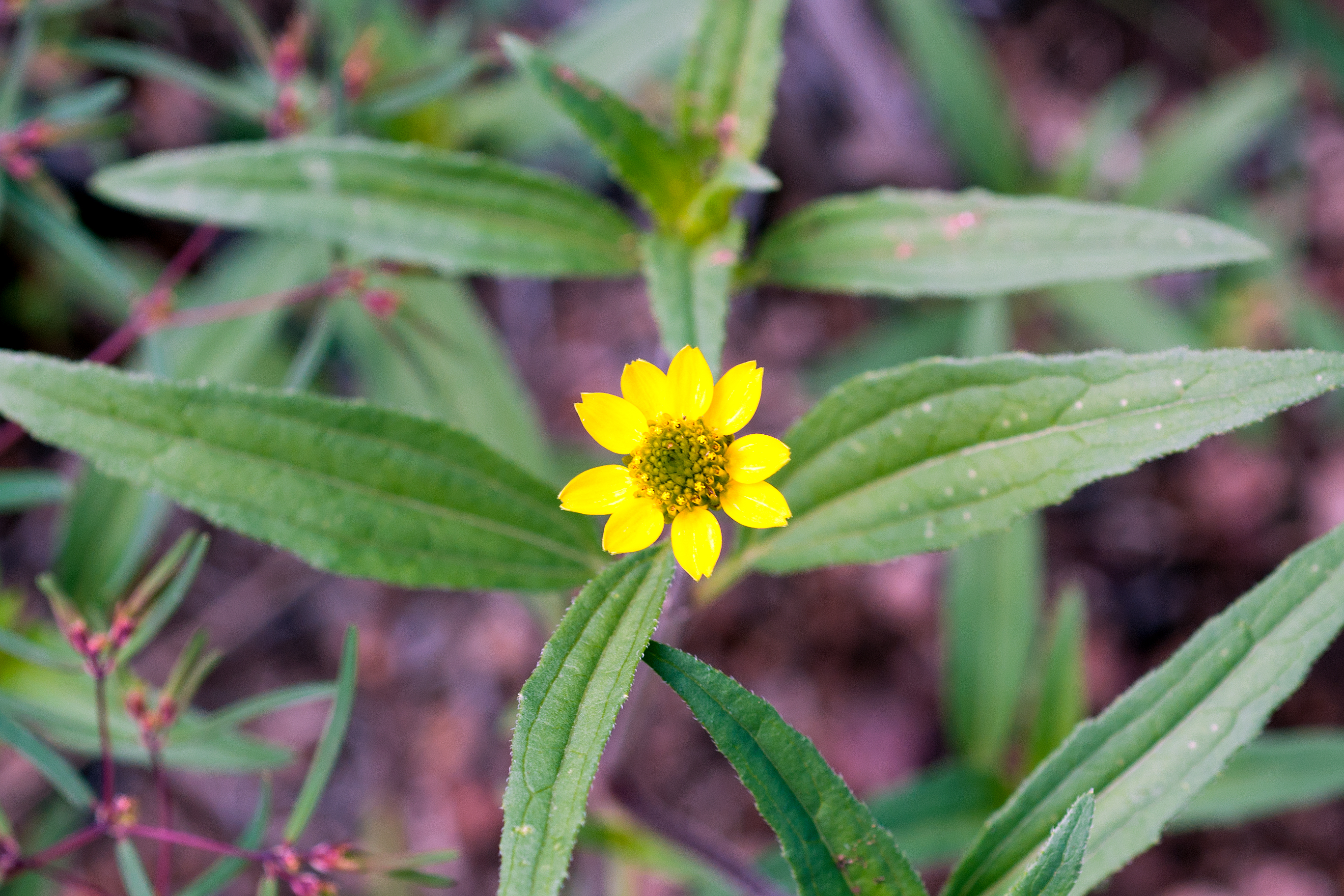
Sanvitalia abertii

In der Gattung Sanvitalia gibt es etwa sieben Arten:
- Sanvitalia abertii A.Gray:[1] Sie kommt von den US-Bundesstaaten Kalifornien, Arizona, New Mexico sowie Texas bis ins nördliche Mexiko vor.[3]
- Sanvitalia acapulcensis Benth. & Hook.f. ex Hemsl.:[1] Sie kommt nur im mexikanischen Bundesstaat Guerrero vor.
- Sanvitalia angustifolia Engelm. ex A.Gray:[1] Die Heimat ist Mexiko.[3]
- Sanvitalia fruticosa Hemsl.: Die Heimat ist Mexiko und Texas.[3]
- Sanvitalia ocymoides DC.: Sie kommt in Texas und in den mexikanischen Bundesstaaten Coahuila, Nuevo León sowie Tamaulipas vor.[1]
- Husarenknopf (Sanvitalia procumbens Lam.):[1] Die Heimat ist Mexiko, Costa Rica und Guatemala.[3]
- Sanvitalia versicolor Griseb.: Sie kommt in Bolivien und nördlichen Argentinien vor.[1]

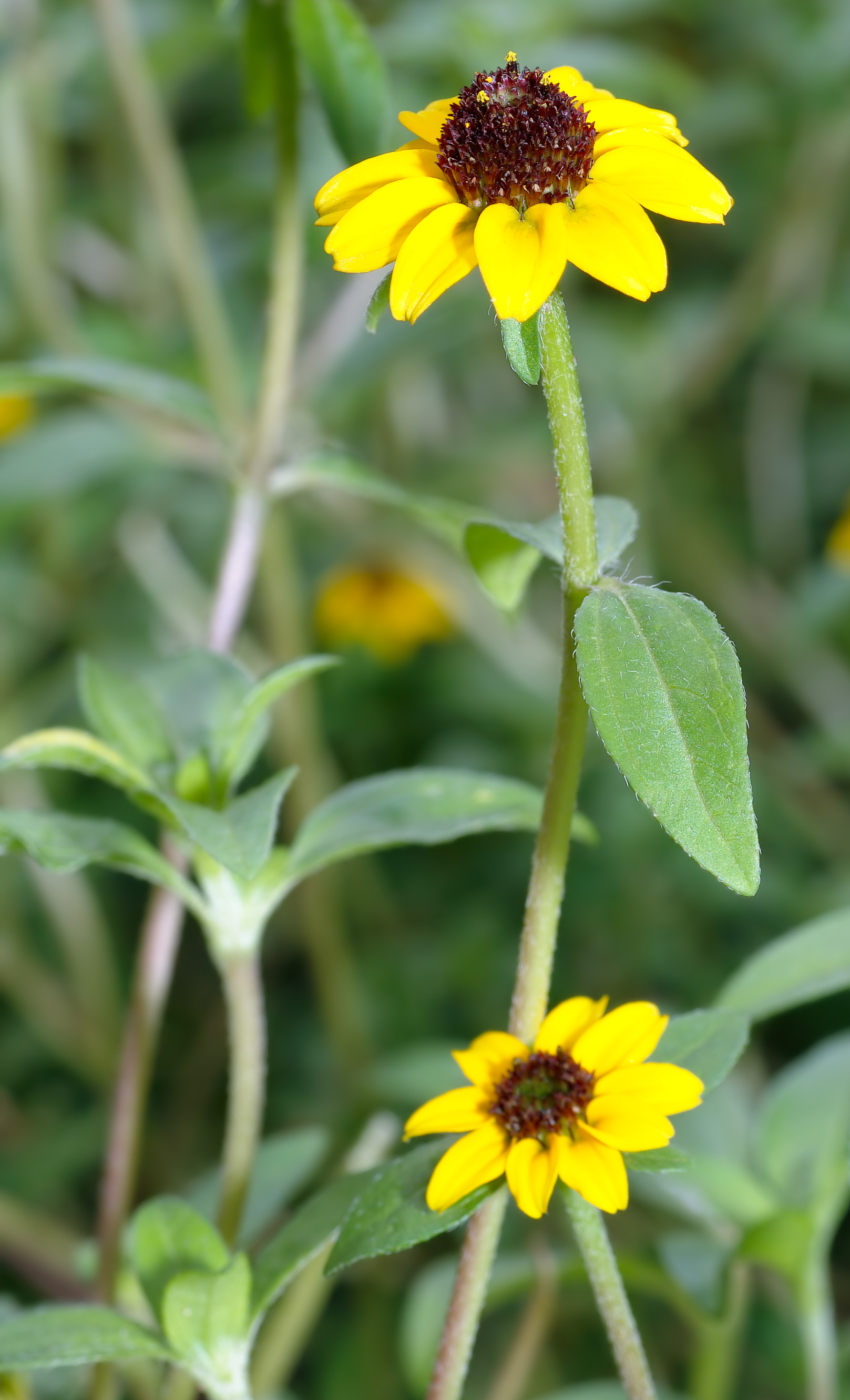
Husarenknopf (Sanvitalia procumbens)

## Verwendung
In den gemäßigten Gebieten zählen die Sorten Husarenknöpfe zu den beliebten Sommerblumen. Sie werden einjährig aus Samen gezogen und dann im Garten an einer sonnigen Stelle ausgepflanzt. Der Boden sollte humusreich und durchlässig sein. Besonders häufig gepflanzt werden die Sorten des Husarenknopf, der gelegentlich im Handel auch als Miniatursonnenblume angeboten wird.

## Belege
1. 1 2 3 4 5 6 7 8  Datenblatt bei Global Compositae Checklist (Seite nicht mehr abrufbar, festgestellt im Juli 2025. Suche in Webarchiven)  Info: Der Link wurde automatisch als defekt markiert. Bitte prüfe den Link gemäß Anleitung und entferne dann diesen Hinweis..
2. ↑  
Lotte Burkhardt: Verzeichnis eponymischer Pflanzennamen – Erweiterte Edition. Teil I und II. Botanic Garden and Botanical Museum Berlin, Freie Universität Berlin, Berlin 2018, ISBN 978-3-946292-26-5, doi:10.3372/epolist2018.
3. 1 2 3 4  
Sanvitalia im Germplasm Resources Information Network (GRIN), USDA, ARS, National Genetic Resources Program. National Germplasm Resources Laboratory, Beltsville, Maryland. Abgerufen am 10. Oktober 2021.